# Filipínské peso
Filipínské peso (filipínsky piso) je zákonným platidlem asijského ostrovního státu Filipíny. Název peso si filipínská měna zachovala z dob, kdy byly Filipíny součástí španělské koloniální říše, kdy peso bylo měnou v různých španělských koloniích. Slovo peso ve španělštině znamená váha.
ISO 4217 kód filipínského pesa je PHP. Jedno peso tvoří 100 sentimos.

## Mince a bankovky
Na Filipínách kolují mince nominálních hodnot 1, 5, 10, 25 centavos, 1, 5, 10 pesos.
Reversní strana všech mincí (s výjimkou 2 centavos) je shodná a objevuje se na ní státní znak Filipín. Centavové mince mají na aversní straně umístěn nápis nominální hodnoty, rok ražby a nápis "Filipínská republika" po obvodu. Mince o hodnotách peso mají na aversní straně vyobrazeny významné osobnosti zdejší historie (1 peso - José Rizal, 5 pesos - Emilio Aguinaldo, 10 pesos Andrés Bonifacio a Apolinario Mabini).
Bankovky mají hodnoty 20, 50, 100, 200, 500 a 1000 pesos.